# 斉藤孝信
斉藤 孝信（さいとう たかのぶ、1977年11月11日 - ）は、NHKの元アナウンサー。

## 人物
静岡県富士市出身。早稲田大学教育学部を卒業後、2000年（平成12年）に入局。
情報番組からバラエティ番組まで幅広い分野を担当した。
2016年6月を最後にアナウンス室から離れ、以降はNHK放送文化研究所世論調査部に所属している。

## 過去の出演番組

### 富山放送局時代
- とやま 夢・航海（2002年 - 2005年）

### 名古屋放送局時代
- 行くよ先輩!ほい来た!後輩（2007年5月5日、BS2） - 司会
- 名古屋から生放送 秋の夜長もさだまさし（2007年10月28日）
- ウイークエンド中部（2009年4月 - 2010年3月）
- 金とく - リポーター

### 東京アナウンス室時代
- 平成22年度NHK新人演芸大賞-演芸・落語部門-（2010年11月5日・6日） - 杉崎美香と共に司会
- 笑・神・降・臨（2011年8月18日） - 松村邦洋の回にリポーター役として出演
- 首都圏ネットワーク - リポーター、夏期休暇中の池田達郎の代理キャスター
- アインシュタインの眼（2010年4月 - 2012年3月）- リポーター
- オンバト+（2010年4月 - 2012年3月）
- 首都圏スペシャル（不定期）
- 特報首都圏キャスター（2012年4月 - 2015年3月）

### 甲府放送局時代
- Newsまるごと山梨（2015年3月 - 2016年6月）

## 同期のアナウンサー
- 安部みちこ
- 池田耕一郎
- 糸井羊司
- 稲塚貴一
- 大石真弘（退職）
- 小山径
- 近藤泰郎
- 柴田拓
- 髙橋康輔
- 田中洋行
- 千野秀和
- 塚原愛
- 平野哲史
- 別井敬之
- 星野圭介
- 本田俊介
- 望月啓太
- 横井健吉